# 賴穎鋌
賴穎鋌（1962年11月11日—），台灣政治人物，民主進步黨籍，前任台中市議員。台中商專空專、東海大學企管班畢業，於1998、2002年在台中市當選第14、15屆市議員，並任台中市議會民進黨黨團總召集人。

## 簡介
出身於臺中市北區，畢業於台中商專空專、東海大學企管班。其女賴佳微曾任民進黨籍台中市議員。賴穎鋌曾任尤清辦公室主任、立法委員蔡明憲服務處主任、民進黨台中市黨部執行長、台中市黨部執行委員、及民進黨全代會黨代表。